# Green Recovery
 (mars 2024).
Pour les articles homonymes, voir Recovery (homonymie).
Green Recovery est un fonds d'investissement français spécialisé dans les « restructurations » et le rachat des entreprises en faillite, créé en 2002 et basé à Rueil-Malmaison (Hauts-de-Seine). Le fonds est présidé par Christophe Talon (Centrale Lille), avec Bernard Grouchko (Centrale Lille) et Philippe Denavit (IAE de Lyon) comme associés.
En 2007, le groupe réalisait plus de 140 millions d'euros de chiffre d'affaires et employait 950 salariés. En 2006, l'ensemble des propriétés du groupe (Reims Aviation, ACM Arcoa (yachts de luxe), Malvaux Industries (bois décoré), Delos (mécano-soudure ferroviaire) et Tifany (vaisselle) représentait 500 salariés, pour un chiffre d'affaires d'environ 180 millions d'euros .

## Rachat de Hachette Filipacchi Photos
En décembre 2006, il a racheté Hachette Filipacchi Photos à Lagardère, filiale de Hachette Filipacchi Médias dirigée à l'époque par l'énarque Bertrand Eveno, acquérant ainsi les agences de presse Gamma et Rapho, ainsi que les fonds Keystone (15 millions de clichés), Stills et Hoa-Qui. Elle a regroupé ces agences sous la holding Eyedea, qui comprend aussi Explorer, Jacana, et Top, soit un fonds total de plus de 30 millions d'images . Gamma s'est déclaré en cessation de paiement en juillet 2009.

## Autres acquisitions
Le fonds Green Recovery acquiert avec Sey Group (aujourd'hui Arcoa) le fabricant de yachts ACM (Colombelles, Calvados) en 2004.
En décembre 2005, il reprend le site de Val-de-Reuil (Eure) de Digital Valley, qui compte 110 salariés spécialisés dans la fabrication de DVD, et qui était sous procédure de redressement judiciaire depuis septembre 2005. L'entreprise est cédée trois mois plus tard.
En septembre 2006, il propose de racheter deux machines à papier à Corbehem (Pas-de-Calais), qui appartenaient au finlandais Stora Enso. Les salariés français du groupe Stora, menacés de licenciement, s'étaient regroupés au sein de « Les géants de papier solidaires » (LGPS) pour faire face au plan mondial de réduction des effectifs. Le projet est cependant bloqué à la dernière minute par Stora Enso.
Peu de temps après, il rachète la société Malvaux (située à Loulay, en Charente-Maritime), filiale du groupe finlandais UPM, 7e producteur de papier mondial, et seule entreprise de panneaux du groupe en France. Il a aussi racheté Les Papiers du Souche (Anould, dans les Vosges), en 2007, qui avait déposé son bilan, conservant 154 des 215 emplois(placé en liquidation judiciaire en décembre 2010 et licenciement de l'ensemble des salariés), ainsi qu'Illochroma Europe (25 % du marché européen des étiquettes agroalimentaires) .
En septembre 2006, avec Leipold, il a racheté Dapta, équipementier spécialisé dans le décolletage et situé à Thiers (Puy-de-Dôme), qui est une filiale d'Eurodec Industries détenu par UBS. Cent salariés sur les 400 du site de Thiers étaient menacés de licenciement.
Le fonds était aussi le seul candidat, en décembre 2006, à la reprise de Reims Aérospace (240 salariés, sous-traitant d'Airbus et de Dassault), créé à partir d'une scission de Reims Aviation. En septembre 2008, il cède sa participation au groupe GECI International.
La holding a aussi racheté EMP-Fourlegnie (Villeneuve-d'Ascq), spécialisé dans la vaisselle et en cours de redressement, avoir rebaptisé l'entreprise Tifany Industries, les actions ont été cédées en novembre 2007 au fonds d'investissement Windhurst Participations, qui appartient à François Poitrinal.
Il rachète et revend l'équipementier DELOS Industrie (Saint-Amand-les-Eaux) en août 2007 au groupe ABRF qui a été liquidé en 2009.
Il reprend Pixxent (publicité) en 2008.